# Macarena Gómez
Macarena Gómez, est une actrice espagnole, née le 2 février 1978 à Cordoue, en Espagne.

## Biographie
Macarena Gómez est une actrice espagnole qui a étudié les arts dramatiques à Londres pendant trois ans avant de revenir en Espagne pour commencer sa carrière à la télévision.
De 2007 à 2011, elle joue dans la série La que se avecina , une fiction comédie diffusée sur Telecinco.
En 2013, elle obtient un second rôle dans le film Les sorcières de Zugarramurdi .
En 2014, elle est sélectionnée par le producteur Alex de la Iglesia pour interpréter le rôle principal de Musarañas, un film macabre et angoissant, réalisé par Juanfer Andrés et Esteban Roel, dans lequel elle interprète une femme agoraphobe qui perd la raison au point de devenir violente. 

## Filmographie

### Cinéma
- 2001 : Dagon : Uxia Cambarro
- 2002 : O'Donnell 21 : Caterina
- 2003 : Nieves : Nieves
- 2003 : Una pasion singular : Magdalena
- 2003 : Seeing Double : Une jeune serveuse
- 2003 : Flying Saucers (en) : Maria
- 2003 : Un mystique determinado : Ex-petite-amie
- 2004 : Aurora Borealis : Mercedes
- 2005 : Luminaria : Soraya
- 2005 : 20 centimètres (20 centimetros) : Rebeca menor
- 2005 : El Calentito : Leo
- 2005 : Hot Milk : Lula
- 2006 : La dama boba : Nise
- 2008 : Accion reaccion : Ariadna
- 2008 : Le Piquant de la vie : Vanessa
- 2008 : Sexy Killer (Sexykiller, moriras por ella) : Barbara
- 2008 : 4.000 euros (es) : Sofia
- 2008 : Vamonos de aqui : Amiga
- 2008 : Le Piquant de la vie (Mejor que nunca) de Dolores Payás (es) : Vanessa
- 2009 : Marisa : Marisa
- 2009 : Carlota : Carlota
- 2010 : Neon Flesh (en) : La Canija
- 2011 : Lost Destination : Prosak
- 2011 : Del lado del verano (es) : Tana
- 2012 : Holmes and Watson: Madrid Days
- 2013 : Les Sorcières de Zugarramurdi (Las brujas de Zugarramurdi) d'Álex de la Iglesia : Silvia
- 2014 : Musarañas : Montse
- 2018 : Le Photographe de Mauthausen (El fotógrafo de Mauthausen) de Mar Targarona (es) : Dolores

### Télévision

#### Téléfilms
- 2004 : Rapados
- 2005 : Diario de un skin (es) : Leire
- 2006 : À louer (Peliculas para no dormir: Para entrar a vivir) : Clara

#### Séries télévisées
- 1994 : Canguros (es)
- 2002 : Hospital Central: Adela
- 2002 : Padre coraje (es) : Susana Aguilar
- 2003 : La vida de Rita (en) : Lenor
- 2005 : Al filo de la ley (es) : Gemma
- 2006 : Divinos (es) : Pochi
- 2007 - 2011 : La que se avecina[1] : Lola Trujillo
- 2020 : 30 Coins : Merche
- 2023 : Sur l'autel de la famille : Blanca